# Прирівнювання коефіцієнтів
Прирівнювання коефіцієнтів — це математичний метод розв'язання функціонального рівняння, що складається з двох виразів, наприклад поліномів, для знаходження ряду невідомих параметрів. Він ґрунтується на тому факті, що два вирази є ідентичними саме тоді, коли відповідні коефіцієнти рівні для кожного різного типу виразу. Метод використовується для приведення формул у потрібний вигляд.

## Приклад правильних дробів
Припустімо, ми хочемо розкласти на прості дроби наступний вираз:
{\displaystyle {\frac {1}{x(x-1)(x-2)}},\,}
тобто ми хочемо привести його до форми:
{\displaystyle {\frac {A}{x}}+{\frac {B}{x-1}}+{\frac {C}{x-2}},\,}
в якій невідомими параметрами є A, B і C. Помножимо ці формули на x (x − 1)(х − 2), що перетворює обидві формули на поліноми, які прирівнюємо:
{\displaystyle A(x-1)(x-2)+Bx(x-2)+Cx(x-1)=1,\,}
або, після розкриття дужок та збирання членів з рівними степенями x:
{\displaystyle (A+B+C)x^{2}-(3A+2B+C)x+2A=1.\,}
На цьому етапі важливо усвідомити, що поліном 1 фактично дорівнює поліному 0x 2 + 0х + 1, що має нульові коефіцієнти для додатних степенів x. Прирівнювання відповідних коефіцієнтів тепер призводить до такої системи лінійних рівнянь:
{\displaystyle A+B+C=0,\,}
{\displaystyle 3A+2B+C=0,\,}
{\displaystyle 2A=1.\,}
Результатом її вирішення є:
{\displaystyle A={\frac {1}{2}},\,B=-1,\,C={\frac {1}{2}}.\,}

## Приклад вкладених радикалів
Подібна проблема, пов'язана з прирівнюванням подібних доданків, а не коефіцієнтів подібних доданків, виникає, якщо ми хочемо розкрити вкладені радикали {\displaystyle {\sqrt {a+b{\sqrt {c}}\ }}} щоб отримати еквівалентний вираз, який не містить квадратний корінь виразу, що в свою чергу містить квадратний корінь. Для досягнення цієї мети ми можемо постулювати існування раціональних параметрів d, e таких, що
{\displaystyle {\sqrt {a+b{\sqrt {c}}\ }}={\sqrt {d}}+{\sqrt {e}}.}
Зводячи обидві частини рівняння в квадрат, отримуємо:
{\displaystyle a+b{\sqrt {c}}=d+e+2{\sqrt {de}}.}
Щоб знайти d і e, ми прирівнюємо доданки, які не містять квадратних коренів, отже {\displaystyle a=d+e,} а також вирази, що містять радикали, тобто {\displaystyle b{\sqrt {c}}=2{\sqrt {de}}}, що після зведення в квадрат набуває вигляду {\displaystyle b^{2}c=4de.} Це дає нам два рівняння, одне квадратне, інше ― лінійне, з бажаними параметрами d і e, і ці рівняння можна розв'язати, отримуючи
{\displaystyle e={\frac {a+{\sqrt {a^{2}-b^{2}c}}}{2}},}
{\displaystyle d={\frac {a-{\sqrt {a^{2}-b^{2}c}}}{2}},}
що є коректною парою розв'язків тоді й лише тоді, коли {\displaystyle {\sqrt {a^{2}-b^{2}c}}} є раціональним числом.

## Приклад перевірки лінійної залежності рівнянь
Розглянемо наступну перевизначену систему рівнянь (з 3 рівняннями і лише з 2 невідомими):
{\displaystyle x-2y+1=0,}
{\displaystyle 3x+5y-8=0,}
{\displaystyle 4x+3y-7=0.}
Щоб перевірити, чи третє рівняння лінійно залежить від перших двох, постулюємо існування двох параметрів a і b таких, що a, помножене на перше рівняння, плюс b, помножене на друге рівняння, дорівнює третьому рівнянню. Оскільки це завжди вірно для правих частин рівнянь, які всі дорівнюють 0, нам просто потрібно вимагати, щоб ліві частини рівнянь дорівнювали:
{\displaystyle a(x-2y+1)+b(3x+5y-8)=4x+3y-7.}
Прирівнювання коефіцієнтів при x в обох частинах рівняння, прирівнювання коефіцієнтів при y в обох частинах рівняння і прирівнювання констант в обох частинах рівняння призводить до такої системи рівнянь для бажаних параметрах a, b:
{\displaystyle a+3b=4,}
{\displaystyle -2a+5b=3,}
{\displaystyle a-8b=-7.}
Вирішуючи її, отримуємо:
{\displaystyle a=1,\ b=1}
Унікальною парою значень a, b, яка задовольняє перші два рівняння, є (a, b) = (1, 1); оскільки ці значення також задовольняють третє рівняння, це означає, що дійсно існують a, b такі, що a, помножене на перше рівняння плюс b, помножене на друге рівняння, дорівнює третьому рівнянню; можна зробити висновок, що третє рівняння лінійно залежить від перших двох.
Зауважте, що якби постійний член у початковому третьому рівнянні відрізнявся від –7, значення (a, b) = (1, 1) яке задовольняло б перші два рівняння з параметрами, не задовольняло б третє (a — 8b = константа), тому не існувало б a, b, таких, що задовольняли б усі три рівняння з параметрами, і тому третє початковому рівняння було б незалежним від перших двох.

## Приклад комплексних чисел
При роботі з комплексними числами часто використовують метод прирівнювання коефіцієнтів. Наприклад, щоб поділити комплексне число a+bi на комплексне число c+di, постулюємо, що відношення дорівнює комплексному числу e+fi, і ми хочемо знайти значення параметрів e і f, для яких ця рівність має місце. Запишемо
{\displaystyle {\frac {a+bi}{c+di}}=e+fi,}
і помножимо обидві частини на знаменник, отримуючи
{\displaystyle (ce-fd)+(ed+cf)i=a+bi.}
Прирівнювання дійсних доданків дає
{\displaystyle ce-fd=a,}
прирівнювання коефіцієнтів уявної одиниці i дає
{\displaystyle ed+cf=b.}
Це два рівняння з невідомими параметрами e і f, і їх можна розв'язати, щоб отримати бажані коефіцієнти частки:
{\displaystyle e={\frac {ac+bd}{c^{2}+d^{2}}}\quad \quad {\text{і}}\quad \quad f={\frac {bc-ad}{c^{2}+d^{2}}}.}